# Зеркала Френеля
Зеркала́ Френе́ля (бизеркала Френеля) — оптический прибор, предложенный в 1816 г. О. Ж. Френелем для наблюдения явления интерференции когерентных световых пучков.
Устройство состоит из двух плоских зеркал Z1 и Z2, образующих двугранный угол, отличающийся от 180° всего на несколько угловых минут. При освещении зеркал от источника S отражённые от зеркал пучки лучей можно рассматривать как исходящие из когерентных источников S1 и S2, являющихся мнимыми изображениями S. В пространстве, где пучки перекрываются, возникает интерференция. Если источник S линеен (щель) и параллелен вершине двугранного угла, образованного зеркалами, то при освещении зеркал монохроматическим светом на экране E, который может быть установлен в любом месте в области перекрытия пучков, наблюдается интерференционная картина в виде равноотстоящих тёмных и светлых полос, параллельных щели. По расстоянию между полосами и величине двугранного угла можно определить длину волны света.
Опыты, проведённые с этим прибором, явились одним из решающих доказательств волновой природы света.